# PJ Harvey
PJ Harvey el. Polly Jean Harvey, född 9 oktober 1969 i Bridport, Dorset, är en brittisk kompositör, musiker, sångerska och poet. PJ Harvey skivdebuterade 1992 med Dry och fick mycket god kritik och hyllades för sin originalitet inom rocken. Hon har jämförts mycket med Patti Smith. PJ Harvey är den enda artist som belönats med Mercury Music Prize två gånger, 2001 för albumet Stories from the City, Stories from the Sea och 2011 för Let England Shake.
PJ Harveys musik är en kontrastrik blandning mellan råa gitarrer och hennes stora röst (bitvis viskande, bitvis skrikande) och hon kan använda sig av genremässigt udda slags instrument. Texterna är ofta utlämnande och beskriver desperat åtrå och olycklig kärlek. Även vissa humorinslag (vilket många kritiker och andra inte alltid förstått) och religiösa spörsmål tas upp. Hon har också som en av få kvinnor inom rocken beskrivit sexualitet från ett kvinnligt perspektiv.

## Biografi
1998 kom PJ Harveys hittills mest experimentella album, Is This Desire?. Stories From the City, Stories From the Sea kom 2000 och var mer av ett traditionellt rockalbum, vilket kom att belönas med ett Mercury Music Prize 2001. Många av texterna på "Stories..." beskrev lycklig kärlek, vilket visade upp en helt ny sida av PJ Harveys textförfattande. Efter albumreleasen följde en längre period av turnéer i USA, Europa och Australien. Hennes nästkommande platta var Uh Huh Her som kom ut 2004 och i mycket var en återgång till hennes tidigare råa sound. I samband med detta album gjorde Harvey en turné med ca 90 spelningar runt hela världen bl.a. Europa, USA, Japan och Australien.

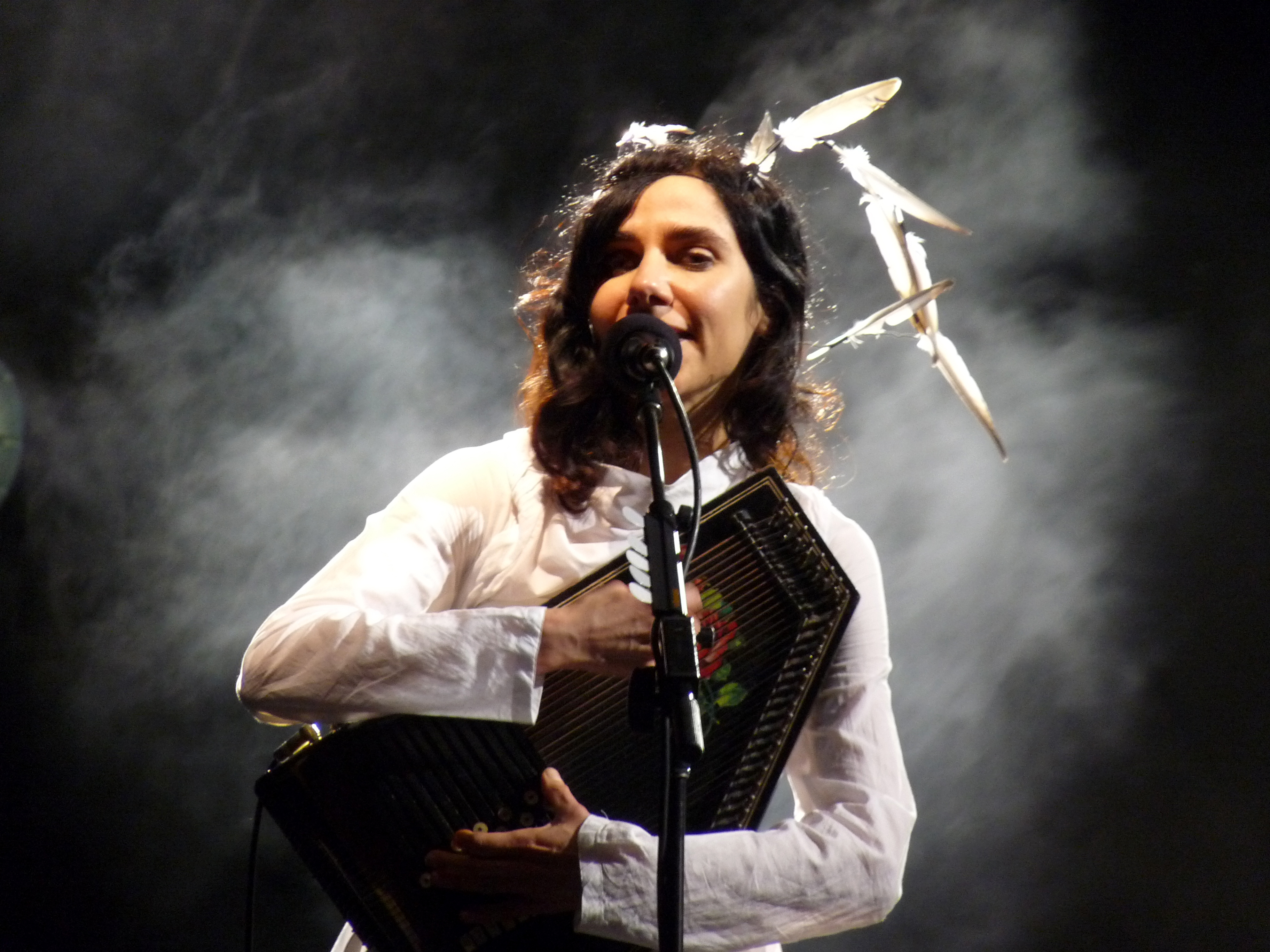
PJ Harvey framträder på Coachella 2011.

Albumet Let England Shake från 2011 rör sig tematiskt kring (delvis kritiska) reflektioner om hemlandets politiska situation. Även det belönades med Mercury Music Prize vilket gör Harvey till den enda artist som belönats två gånger med priset.
Harvey har sedan början av sin karriär samarbetat med Maria Mochnacz som regisserat hennes musikvideor och stylat henne. Hon har även ofta arbetat med John Parish som hon mötte redan 1983. Parish har producerat och spelat på flera av hennes skivor och de har även släppt två gemensamma album; Dance Hall at Louse Point och A Woman a Man Walked By.
PJ Harvey har också provat på att skådespela. 1998 spelade hon en av huvudrollerna i Hal Hartleys film Book of Life. Där porträtterar hon Maria Magdalena och hennes motspelare Martin Donovan spelar Jesus Kristus.
2015 gav hon ut en samling dikter, The hollow of the hand med foton av Seamus Murphy. Orlam (2022) är en lång berättande dikt om vuxenblivande. Dikten är förankrad i Harveys uppväxtmiljö, Dorset, både språkligt och till innehållet.
PJ Harvey håller hårt på integriteten och har enträget vägrat bekräfta huruvida hon och Vincent Gallo var ett par i början av 2000-talet eller ej. I mitten av 1990-talet hade hon en relation med Nick Cave. Deras uppbrott inspirerade Cave att skriva albumet The Boatman's Call 1997.

## Diskografi
Studioalbum

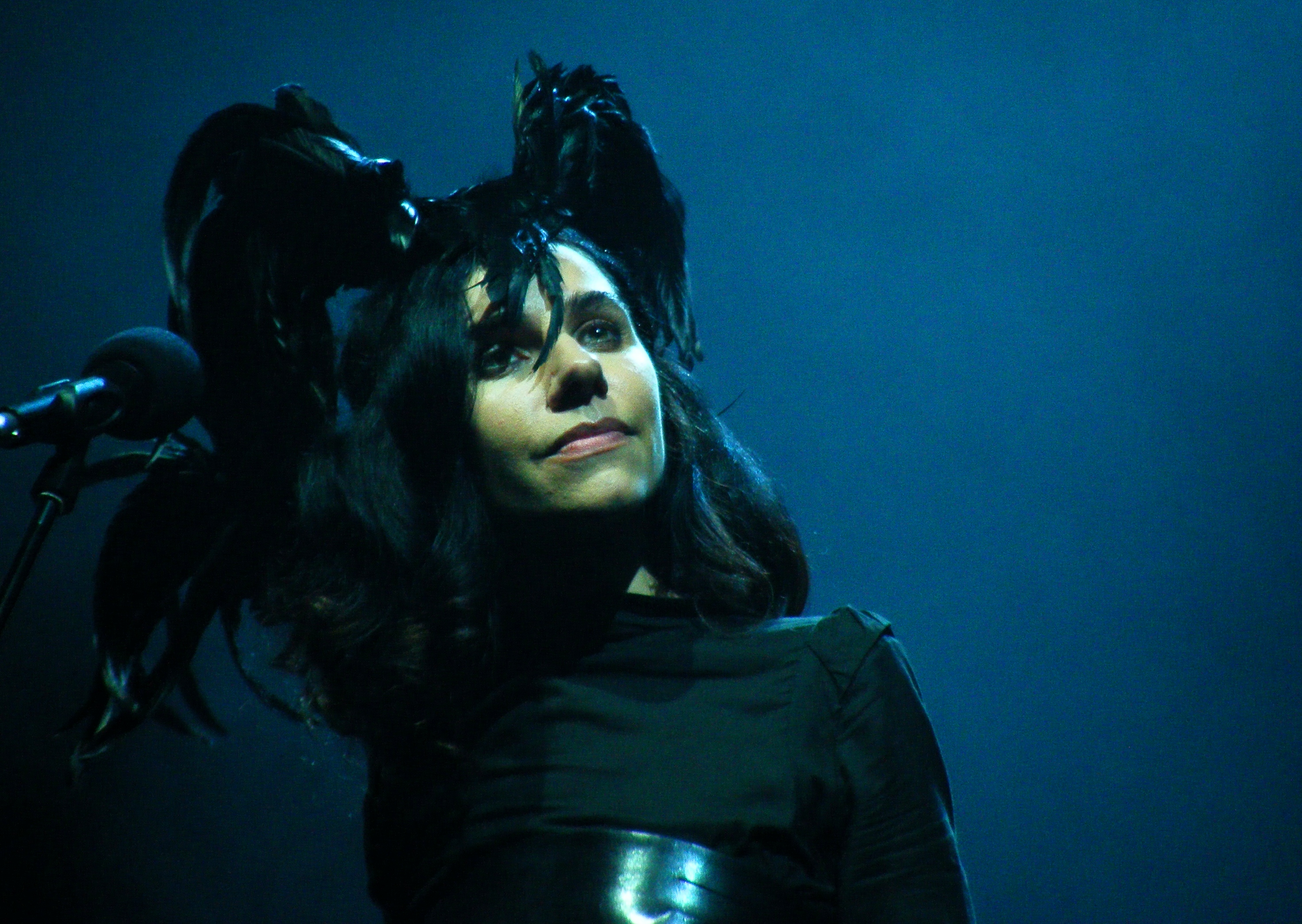
PJ Harvey på scen i London 2011.

- 1992 – Dry (med Demonstration som specialutgåva)
- 1993 – Rid of Me
- 1995 – To Bring You My Love
- 1996 – Dance Hall at Louse Point (med John Parish)
- 1998 – Is This Desire?
- 2000 – Stories from the City, Stories from the Sea
- 2004 – Uh Huh Her
- 2007 – White Chalk
- 2009 – A Woman a Man Walked By (med John Parish)
- 2011 – Let England Shake
- 2016 – The Hope Six Demolition Project
- 2023 – I Inside the Old Year Dying

Samlingsalbum
- 1993 – 4-Track Demos

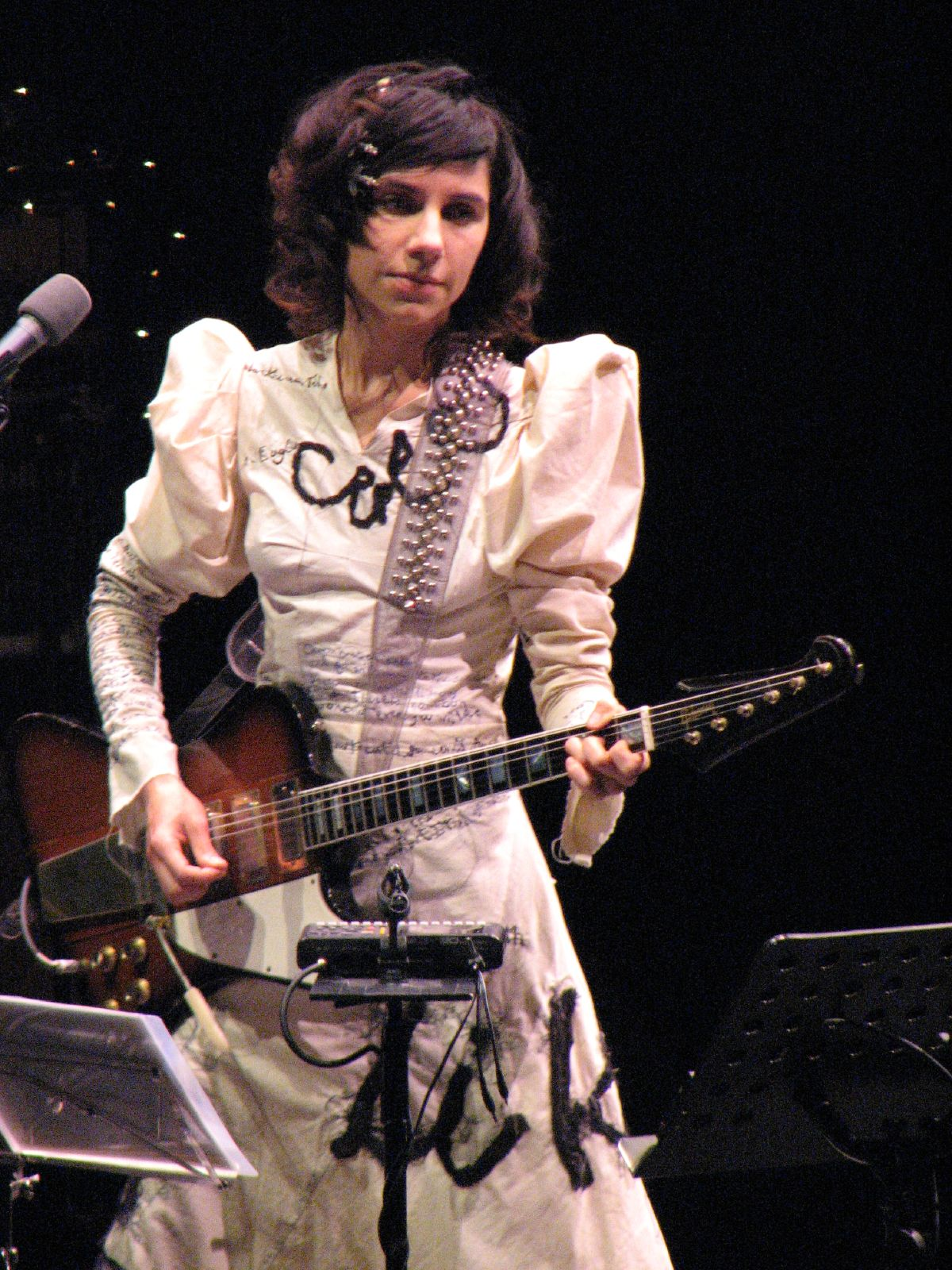
PJ Harvey på scen i London 2007.

- 2004 – iTunes Originals – PJ Harvey
- 2006 – The Peel Sessions 1991–2004

Videor
- 1993 – Reeling with PJ Harvey (VHS)
- 2006 – On Tour: Please Leave Quietly (DVD)

Bootlegs
- 1996 – Strychnine Ballroom: Live at Louse Point (med John Parish)